# Sergej Rutenka
Sergej Rutenka, belorusko-slovensko-španski rokometaš, * 29. september 1981, Minsk.
Rutenka je za Slovenijo nastopil na Poletnih olimpijskih igrah 2004 v Atenah, kjer je z reprezentanco osvojil enajsto mesto. 